# Alfa Romeo 182
O  182/182B  é o modelo da Alfa Romeo da temporada de 1982 da Fórmula 1. Pilotos: Andrea de Cesaris e Bruno Giacomelli.

## Resultados[1][2]
(legenda) (em negrito indica pole position)
| Ano  | Motor               | Nº | Pilotos           | 1   | 2     | 3     | 4     | 5     | 6     | 7     | 8     | 9     | 10    | 11    | 12    | 13    | 14   | 15    | 16   | Pontos | Posição |  |
| ---- | ------------------- | -- | ----------------- | --- | ----- | ----- | ----- | ----- | ----- | ----- | ----- | ----- | ----- | ----- | ----- | ----- | ---- | ----- | ---- | ------ | ------- |  |
|      |                     |    |                   |     |       |       |       |       |       |       |       |       |       |       |       |       |      |       |      |        |         |  |
|      |                     |    |                   | RSA | BRA   | USW   | SMR   | BEL   | MON   | USE   | CAN   | NED   | GBR   | FRA   | GER   | AUT   | SUI  | ITA   | LVS  |        |         |  |
| 1982 | Alfa Romeo 1260 V12 | 22 | Andrea de Cesaris |     | Ret M | Ret M | Ret M | Ret M | 3 M   | Ret M | 6 M   | Ret M | Ret M | Ret M | Ret M | Ret M | 10 M | 10 M  | 9 M  | 71     | 10º     |  |
| 1982 | Alfa Romeo 1260 V12 | 23 | Bruno Giacomelli  |     | Ret M | Ret M | Ret M | Ret M | Ret M | Ret M | Ret M | 11 M  | 7 M   | 9 M   | 5 M   | Ret M | 12 M | Ret M | 10 M | 71     | 10º     |  |

↑1  No GP da África do Sul, De Cesaris e Giacomelli utilizaram o 179D.
| Chassi Em Cada Corrida | Chassi Em Cada Corrida | Chassi Em Cada Corrida | Chassi Em Cada Corrida | Chassi Em Cada Corrida | Chassi Em Cada Corrida | Chassi Em Cada Corrida | Chassi Em Cada Corrida | Chassi Em Cada Corrida | Chassi Em Cada Corrida | Chassi Em Cada Corrida | Chassi Em Cada Corrida | Chassi Em Cada Corrida | Chassi Em Cada Corrida | Chassi Em Cada Corrida | Chassi Em Cada Corrida | Chassi Em Cada Corrida |
| ---------------------- | ---------------------- | ---------------------- | ---------------------- | ---------------------- | ---------------------- | ---------------------- | ---------------------- | ---------------------- | ---------------------- | ---------------------- | ---------------------- | ---------------------- | ---------------------- | ---------------------- | ---------------------- | ---------------------- |
| Piloto                 | 1 RSA                  | 2 BRA                  | 3 USW                  | 4 SMR                  | 5 BEL                  | 6 MON                  | 7 USE                  | 8 CAN                  | 9 NED                  | 10 GBR                 | 11 FRA                 | 12 GER                 | 13 AUT                 | 14 SUI                 | 15 ITA                 | 16 LVS                 |
| Andrea de Cesaris      | 182                    | 182                    | 182                    | 182                    | 182                    | 182B                   | 182                    | 182                    | 182                    | 182                    | 182                    | 182                    | 182                    | 182                    | 182                    | 182                    |
| Bruno Giacomelli       | 182                    | 182                    | 182                    | 182                    | 182                    | 182B                   | 182                    | 182                    | 182                    | 182                    | 182                    | 182                    | 182                    | 182                    | 182                    | 182                    |